# Champions Trophy vrouwen 2008
De zestiende editie van de strijd om de Champions Trophy voor vrouwen vond plaats van 17 mei 2008 tot en met 25 mei 2008 in het Duitse Mönchengladbach. Nederland trad aan als titelverdediger. Het toernooi werd gewonnen door Argentinië, het was hun tweede titel.
Aan het toernooi deden zes teams mee. Deze speelden in één groep één keer tegen elke andere tegenstander. De nummers 1 en 2 van de groep speelden vervolgens de finale. De nummers 3 en 4 streden om de derde en vierde plaats en de nummers 5 en 6 om de vijfde en zesde plaats.

## Geplaatste teams
- Argentinië - geplaatst als nummer drie wereldkampioenschap hockey vrouwen (2006)
- Australië - geplaatst als nummer twee wereldkampioenschap hockey vrouwen (2006)
- China - geplaatst als winnaar Champions Challenge vrouwen 2007, tevens olympisch gastheer
- Duitsland - geplaatst als gastland, tevens olympisch kampioen
- Japan - geplaatst als beste nog niet geplaatste land van de Champions Trophy 2007
- Nederland - geplaatst als wereldkampioen, tevens titelverdediger

## Selecties

### Argentinië
Bondscoach: Gabriel Minadeo
1. Belén Succi (GK)
2. Magdalena Aicega
3. Rosario Luchetti
4. Alejandra Gulla
5. Luciana Aymar
6. Agustina Bouza
7. Soledad García
8. Carla Rebecchi
9. Mariana Gonzalez Oliva
10. Mercedes Margalot
11. María de la Paz Hernández
12. Mariana Rossi
13. Paola Vukojicic (GK)
14. Marine Russo
15. Gabriela Aguirre
16. Claudia Burkart
17. Silvina D'Elia
18. Noel Barrionuevo

### Australië
Bondscoach: Frank Murray
1. Suzanne Faulkner
2. Wendy Beattie
3. Casey Eastham
4. Megan Rivers
5. Kim Walker
6. Rebecca Sanders
7. Kate Hollywood
8. Emily Halliday
9. Madonna Blyth
10. Jessica ArRold
11. Rachel Imison (GK)
12. Angela Lambert
13. Melanie Wells (VC)
14. Hope Munro
15. Teneal Attard
16. Sarah Young
17. Nicole Hudson

### China
Bondscoach: Kim Chang-Back
1. Chen Zhaoxia
2. Ma Yibo
3. Cheng Hui
4. Huang Junxia
5. Fu Baorong
6. Li Shuang
7. Gao Lihua
8. Tang Chunling
9. Zhou Wanfeng
10. Sun Zhen
11. Zhang Yimeng
12. Li Hongxia
13. Ren Ye
14. Chen Qiuqi
15. Zhao Yudiao
16. Song Qingling
17. Li Aili
18. Pan Fengzhen

### Duitsland
Bondscoach: Michael Behrmann
1. Yvonne Frank (GK)
2. Tina Bachmann
3. Mandy Haase
4. Natascha Keller
5. Kerstin Hoyer
6. Nina Hasselmann
7. Eileen Hoffmann
8. Marion Rodewald
9. Fanny Rinne
10. Anke Kühn
11. Anneke Böhmert
12. Janine Beermann
13. Maike Stöckel
14. Janne Müeller-Wieland
15. Christina Schütze
16. Julia Müller
17. Lina Geyer
18. Kristina Reynolds (GK)

### Japan
Bondscoach: Yoo Seung-Jin
1. Ikuko Okamura
2. Keiko Miura
3. Mayumi Ono
4. Chie Kimura
5. Rika Komazawa
6. Miyuki Nakagawa
7. Sakae Morimoto
8. Kaori Chiba
9. Yukari Yamamoto
10. Toshie Tsukui
11. Yuku Kitano
12. Sachimi Iwao
13. Akemi Kato
14. Tomomi Komori
15. Misaki Ozawa
16. Chinami Kozakura
17. Chie Akutsu
18. Yuka Yoshikawa

### Nederland
Bondscoach: Marc Lammers
1. Lisanne de Roever (GK)
2. Eefke Mulder
3. Fatima Moreira de Melo
4. Renske van Geel
5. Fleur van Dooren
6. Wieke Dijkstra
7. Minke Smabers
8. Marieke Dijkstra
9. Carlijn Welten
10. Roël Kuyvenhoven
11. Naomi van As
12. Claire Verhage
13. Marise Jongepier
14. Kiki Collot d'Escury
15. Eva de Goede
16. Carlien Dirkse van den Heuvel
17. Michelle van der Pols
18. Marilyn Agliotti

## Scheidsrechters
- Frances Block
- Caroline Brunekreef
- Marelize de Klerk
- Christiane Hippler

- Anne McRae
- Miao Lin
- Chieko Soma
- Gina Spitaleri

## Voorronde
Alle tijden in lokale tijden (Midden-Europese Zomertijd (UTC+2))
| 17 mei 2008 13:00                |       |       |                                                                           |
| Australië                        | 2 – 0 | Japan | Mönchengladbach Scheidsrechters: Caroline Brunekreef (NED) Miao Lin (CHN) |
| 18' Eastham 1-0 61' Halliday 2-0 |       |       | Mönchengladbach Scheidsrechters: Caroline Brunekreef (NED) Miao Lin (CHN) |

| 17 mei 2008 15:00               |       |                 |                                                                              |
| Nederland                       | 2 – 1 | Duitsland       | Mönchengladbach Scheidsrechters: Marelize de Klerk (RSA) Frances Block (ENG) |
| 41' Agliotti 1-1 60' Van As 2-1 |       | 16' Schütze 0-1 | Mönchengladbach Scheidsrechters: Marelize de Klerk (RSA) Frances Block (ENG) |

| 17 mei 2008 17:00               |       |                     |                                                                               |
| China                           | 2 – 1 | Argentinië          | Mönchengladbach Scheidsrechters: Gina Spitaleri (ITA) Christine Hippler (GER) |
| 45' Zhao Yudiao 1-0 Ma Yibo 2-1 |       | 51' Barrionuevo 1-1 | Mönchengladbach Scheidsrechters: Gina Spitaleri (ITA) Christine Hippler (GER) |

| 18 mei 2008 14:00           |       |                |                                                                         |
| Duitsland                   | 2 – 1 | Australië      | Mönchengladbach Scheidsrechters: Gina Spitaleri (ITA) Chieko Soma (JPN) |
| 7' Kühn 1-0 18' Böhmert 2-0 |       | 65' Rivers 2-1 | Mönchengladbach Scheidsrechters: Gina Spitaleri (ITA) Chieko Soma (JPN) |

| 18 mei 2008 16:00                                      |       |                     |                                                                       |
| Nederland                                              | 3 – 1 | China               | Mönchengladbach Scheidsrechters: Frances Block (ENG) Anne McRae (SCO) |
| 24' Agliotti 1-1 53' Agliotti 2-1 59' Smabers (ps) 3-1 |       | 13' Zhao Yudiao 0-1 | Mönchengladbach Scheidsrechters: Frances Block (ENG) Anne McRae (SCO) |

| 18 mei 2008 18:00             |       |               |                                                                         |
| Argentinië                    | 2 – 1 | Japan         | Mönchengladbach Scheidsrechters: Marelize de Klerk (RSA) Miao Lin (CHN) |
| 29' Bouza 1-0 64' Burkart 2-0 |       | 69' Chiba 2-1 | Mönchengladbach Scheidsrechters: Marelize de Klerk (RSA) Miao Lin (CHN) |

| 20 mei 2008 18:00 |       |                                      |                                                                             |
| Australië         | 1 – 2 | Argentinië                           | Mönchengladbach Scheidsrechters: Chieko Soma (JPN) Christiane Hippler (GER) |
| 42' Rivers 1-1    |       | 27' Barrionuevo 0-1 53' Luchetti 1-2 | Mönchengladbach Scheidsrechters: Chieko Soma (JPN) Christiane Hippler (GER) |

| 20 mei 2008 20:00 |       |                         |                                                                             |
| Japan             | 1 – 2 | Duitsland               | Mönchengladbach Scheidsrechters: Anne McRae (SCO) Caroline Brunekreef (NED) |
| 60' Kimura 1-2    |       | 40' Kühn 0-1 Keller 0-2 | Mönchengladbach Scheidsrechters: Anne McRae (SCO) Caroline Brunekreef (NED) |

| 21 mei 2008 16:00                                      |       |                                            |                                                                           |
| China                                                  | 3 – 3 | Australië                                  | Mönchengladbach Scheidsrechters: Gina Spitaleri (ITA) Frances Block (ENG) |
| 17' Ma Yibo 1-2 48' Fu Baorong 2-2 62' Zhao Yudiao 3-2 |       | 4' Young 0-1 16' Rivers 0-2 70' McGurk 3-3 | Mönchengladbach Scheidsrechters: Gina Spitaleri (ITA) Frances Block (ENG) |

| 21 mei 2008 18:00 |       |           |                                                                                   |
| Japan             | 1 – 0 | Nederland | Mönchengladbach Scheidsrechters: Marelize de Klerk (RSA) Christiane Hippler (GER) |
| 50' Chiba 1-0     |       |           | Mönchengladbach Scheidsrechters: Marelize de Klerk (RSA) Christiane Hippler (GER) |

| 22 mei 2008 14:00                |       |       |                                                                     |
| Duitsland                        | 2 – 0 | China | Mönchengladbach Scheidsrechters: Chieko Soma (JPN) Anne McRae (SCO) |
| 34' Böhmert 1-0 41' Beermann 2-0 |       |       | Mönchengladbach Scheidsrechters: Chieko Soma (JPN) Anne McRae (SCO) |

| 22 mei 2008 16:00              |       |           |                                                                      |
| Argentinië                     | 2 – 0 | Nederland | Mönchengladbach Scheidsrechters: Gina Spitaleri (ITA) Miao Lin (CHN) |
| 11' Rebecchi 1-0 15' Aymar 2-0 |       |           | Mönchengladbach Scheidsrechters: Gina Spitaleri (ITA) Miao Lin (CHN) |

| 24 mei 2008 12:00 |       |            |                                                                                    |
| Duitsland         | 0 – 0 | Argentinië | Mönchengladbach Scheidsrechters: Marelize de Klerk (RSA) Caroline Brunekreef (NED) |
|                   |       |            | Mönchengladbach Scheidsrechters: Marelize de Klerk (RSA) Caroline Brunekreef (NED) |

| 24 mei 2008 14:00                                   |       |                                                 |                                                                       |
| China                                               | 3 – 3 | Japan                                           | Mönchengladbach Scheidsrechters: Anne McRae (SCO) Frances Block (ENG) |
| 33' Ren Ye 1-1 51' Zhou Wanfeng 2-2 63' Ma Yibo 3-3 |       | 10' Tsukui (ps) 0-1 40' Chiba 1-2 54' Chiba 2-3 | Mönchengladbach Scheidsrechters: Anne McRae (SCO) Frances Block (ENG) |

| 24 mei 2008 16:00 |       |                                 |                                                                   |
| Australië         | 1 – 2 | Nederland                       | Mönchengladbach Scheidsrechters: Chieko Soma (JPN) Miao Lin (CHN) |
| 52' Rivers 1-2    |       | 27' Agliotti 0-1 37' Mulder 0-2 | Mönchengladbach Scheidsrechters: Chieko Soma (JPN) Miao Lin (CHN) |

## Eindstand voorronde
| № | Land       | WG | W | G | V | DV | DT | +/– | Punten |
| - | ---------- | -- | - | - | - | -- | -- | --- | ------ |
| 1 | Argentinië | 5  | 3 | 1 | 1 | 7  | 4  | +3  | 10     |
| 2 | Duitsland  | 5  | 3 | 1 | 1 | 7  | 4  | +3  | 10     |
| 3 | Nederland  | 5  | 3 | 0 | 2 | 7  | 6  | +1  | 9      |
| 4 | China      | 5  | 1 | 2 | 2 | 9  | 12 | −3  | 5      |
| 5 | Australië  | 5  | 1 | 1 | 3 | 8  | 9  | −1  | 4      |
| 6 | Japan      | 5  | 1 | 1 | 3 | 3  | 6  | −3  | 4      |

## Play-offs
Vijfde en zesde plaats
| 25 mei 2008 10:00               |       |       |                                                                                     |
| Australië                       | 3 – 0 | Japan | Mönchengladbach Scheidsrechters: Christiane Hippler (GER) Caroline Brunekreef (NED) |
| Young 28' Rivers 56' Hudson 61' |       |       | Mönchengladbach Scheidsrechters: Christiane Hippler (GER) Caroline Brunekreef (NED) |

Troostfinale
| 25 mei 2008 12:30                      |       |       |                                                                        |
| Nederland                              | 3 – 0 | China | Mönchengladbach Scheidsrechters: Anne McRae (SCO) Gina Spitaleri (ITA) |
| Agliotti 7' W. Dijkstra 35' Mulder 61' |       |       | Mönchengladbach Scheidsrechters: Anne McRae (SCO) Gina Spitaleri (ITA) |

Finale
| 25 mei 2008 15:00                                     |       |                       |                                                                            |
| Argentinië                                            | 6 – 2 | Duitsland             | Mönchengladbach Scheidsrechters: Marelize de Klerk (RSA) Chieko Soma (JPN) |
| García 4' Gulla 8', 37', 69' Rebecchi 22' Burkart 51' |       | Beermann 5' Hoyer 47' | Mönchengladbach Scheidsrechters: Marelize de Klerk (RSA) Chieko Soma (JPN) |

## Eindstand
1. Argentinië
2. Duitsland
3. Nederland
4. China
5. Australië
6. Japan

## Topscorers
- In onderstaand overzicht zijn alleen de speelsters opgenomen met drie of meer treffers achter hun naam.

| № | Naam             | Land       | Goals | SC | SB |
| - | ---------------- | ---------- | ----- | -- | -- |
| 1 | Megan Rivers     | Australië  | 5     |    |    |
|   | Marilyn Agliotti | Nederland  | 5     |    |    |
| 3 | Kaori Chiba      | Japan      | 4     |    |    |
| 4 | Alejandra Gulla  | Argentinië | 3     |    |    |
|   | Ma Yibo          | China      | 3     |    |    |
|   | Zhao Yudiao      | China      | 3     |    |    |

Mannen:
Lahore 1978 ·
Karachi 1980 ·
Karachi 1981 ·
Amstelveen 1982 ·
Karachi 1983 ·
Karachi 1984 ·
Perth 1985 ·
Karachi 1986 ·
Amstelveen 1987 ·
Lahore 1988 ·
Berlijn 1989 ·
Melbourne 1990 ·
Berlijn 1991 ·
Karachi 1992 ·
Kuala Lumpur 1993 ·
Lahore 1994 ·
Berlijn 1995 ·
Chennai 1996 ·
Adelaide 1997 ·
Lahore 1998 ·
Brisbane 1999 ·
Amstelveen 2000 ·
Rotterdam 2001 ·
Keulen 2002 ·
Amstelveen 2003 ·
Lahore 2004 ·
Chennai 2005 ·
Barcelona 2006 ·
Kuala Lumpur 2007 ·
Rotterdam 2008 ·
Melbourne 2009 ·
Mönchengladbach 2010 ·
Auckland 2011 ·
Melbourne 2012 ·
Bhubaneswar 2014 ·
Londen 2016 ·
Breda 2018
Vrouwen:
Amstelveen 1987 ·
Frankfurt 1989 ·
Berlijn 1991 ·
Amstelveen 1993 ·
Mar del Plata 1995 ·
Berlijn 1997 ·
Brisbane 1999 ·
Amstelveen 2000 ·
Amstelveen 2001 ·
Macau 2002 ·
Sydney 2003 ·
Rosario 2004 ·
Canberra 2005 ·
Amstelveen 2006 ·
Quilmes 2007 ·
Mönchengladbach 2008 ·
Melbourne 2009 ·
Nottingham 2010 ·
Amstelveen 2011 ·
Rosario 2012 ·
Mendoza 2014 ·
Londen 2016 ·
Changzhou 2018